# Kartusch
För andra betydelser, se Kartusch (olika betydelser).

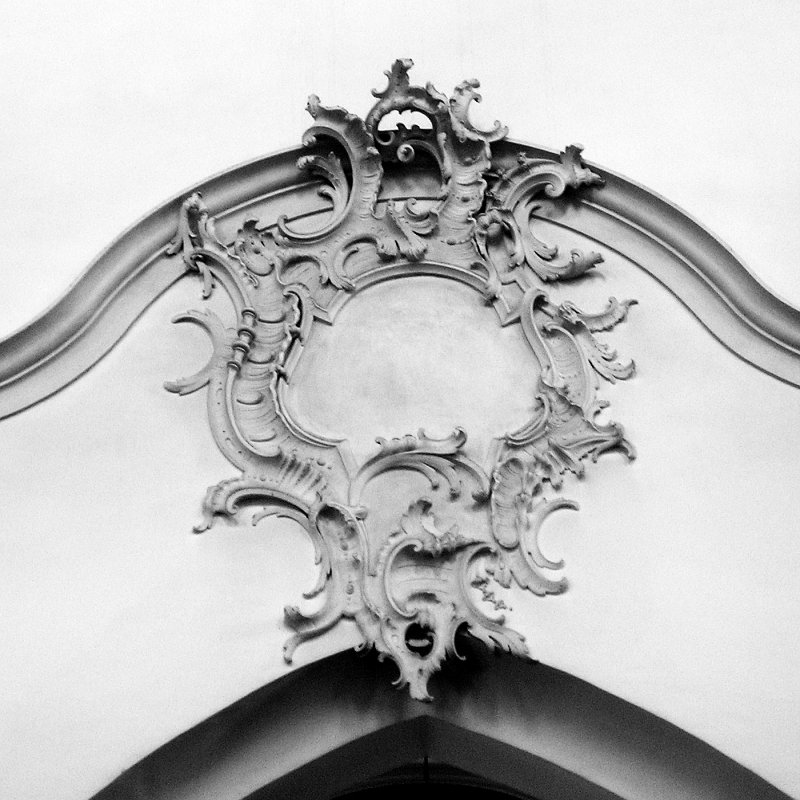
Kartusch på en kyrka i rokokostil.

Kartusch är ursprungligen ett ornament i form av en rulle, som till exempel en volut från ett joniskt kapitäl. Det kom senare att i skulptur och måleri användas som underlag för titlar och vapensköldar och är i denna funktion oftast oval till formen med upprullad ram.